# Aphanius almiriensis
Aphanius almiriensis is een  straalvinnige vissensoort uit de familie van eierleggende tandkarpers (Cyprinodontidae). De wetenschappelijke naam van de soort is voor het eerst geldig gepubliceerd in 2007 door Kottelat, Barbieri & Stoumboudi.
De soort staat op de Rode Lijst van de IUCN als Kritiek, beoordelingsjaar 2008. De omvang van de populatie is volgens de IUCN dalend.